# 심영식
심영식(沈永植, 1887년 7월 15일 ~ 1983년 11월 7일)은 한국의 시각장애인 독립 운동가이다. 심영식은 3·1운동때 참여한 독립 운동 활동으로 대한민국의 독립 운동 유공자로 선정되어 1990년에 건국훈장 애족장을 추서하였다.
본적은 경기도 개성이고 1900년 열병을 앓은 뒤 시력을 잃는 시각 장애를 갖게 되었다. 평양맹아학교와 호수돈여학교를 거쳐 평양여자고등보통학교에서 학업을 이어갔으며 또 기독교 전도사로 활동하였다. 세례명은 심명철이다.
1919년에 3·1 운동이 일어나자 3월 3일에 어윤희, 신관빈, 권애라 등과 개성 지역 독립 만세운동을 주도하였다. 5월 6일 경성지방법원에서 보안법 위반으로 징역 10개월을 받았다.
징역 10개월 선고 이후 투옥 생활에 대해 심영식의 아들 문수일은 2020년 8월 12일 방송된 tvN 《유 퀴즈 온 더 블럭》 제 67회에서 "옥중 생활 이야기를 하셨는데, 간수한테 가끔 불려 나가서 뺨을 많이 맞았다. 그래서 한 쪽 고막이 터져서 돌아가실 때까지 한쪽 귀에서 고름이 나왔다고 했다. 어머니가 자꾸 대드니까 맹인 주제에 무슨 독립 운동이냐고 간수가 말하니 '내가 눈이 멀었지 마음은 멀지 않았다.'고 말하셨다. 시각장애인이 감옥에 갇히는 건 감옥 안의 감옥에 또 갇힌 것이다. 어머니는 오로지 정신력으로 견뎌내셨을 것"이라고 회고했다.

## 사후
1990년 건국훈장 애족장이 추서되었다.

## 관련작품
- 영화 《1919 유관순》 (2019년, 심명철 역 : 김무늬)